# SNH48
SNH48(에스엔에이치포티에이트)는 중화인민공화국의 상하이시를 중심으로 활동하고 있는 여성 아이돌 그룹이다.

## 개요

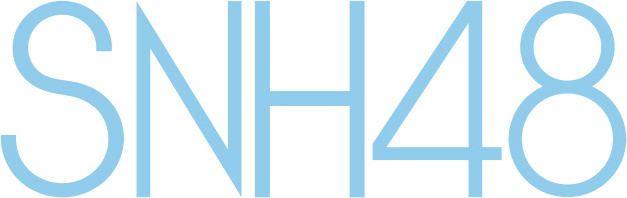
SNH48 로고

종합 프로듀스는 AKB48와 함께 아키모토 야스시가 맡고, 운영은 AKB48 공식 라이센스를 구입하여 설립된 「SNH48 운영 사무국」(통상은 유한회사 상해 구상 연예 매니지먼트와 상해성사파 음악문화 프로모션(소속 사무소), 미디어 등은 유한회사 후난 위성 텔레비 문화 커뮤니케이션)이 담당한다.
SNH48의 어드바이저(고문)은 office48의 야마모토 마나부(전 AKB48 매니저)가 맡고, 운영 회사의 사장은 예밍둥(葉明東)이, 극장 지배인은 판이바이(范逸白)가 맡는다.
SNH48의 자매그룹인 SHY48에서는 7명을 영입하고 CKG48에서는 4명을 영입을 했다.
멤버중에는 년도가 표기가 안돼어 있는 멤버가 있다.

## 약력
2012년
- 4월 21일, 상하이의 무역센터인 상하이 마트에서 개최된 "AKB48 상하이 팬미팅"에서 그룹의 결성이 "서프라이즈"로서 발표되었다[4]. 중국의 자매 그룹 결성에 이르른 이유나 배경에 관해서는 복수의 스포츠 신문이 언급하고 있다. 스포츠 닛폰의 기사에서는, 상하이가 "지금도 더욱 발전을 이룩하고 있는" 도시일 뿐만 아니라, AKB48의 현지에서의 인기 상승도 본 그룹의 결성의 이유일 것이라고 추측하고 있다[4]. 데일리 스포츠의 기사에서는 중국에서의 AKB48의 인기가 상승하고 있는 것을 언급하며, "본토에서의 자매 그룹 탄생이 기다려지는 상황이었다"고 기술하고 있다[5].
- 8월 24일, AKB48 도쿄 돔 콘서트의 첫 날 공연에서, AKB48로부터 팀K 미야자와 사에와 팀B 스즈키 마리야가 SNH48로 이적한다는 발표가 있었다[6].
- 8월 30일, 중국 표준시 정오에 제1기 오디션 모집이 종료되었는데, 응모자는 38,066명이었다.
- 9월 8일에서 23일까지, 2차 심사를 청두시, 항저우시, 광주, 베이징시, 상하이시에서 순차 개최하였다.
- 9월 25일, 제2기 오디션 모집을 개시하였다.
- 10월 13일에서 14일 양일에 걸쳐, 1기생에 대한 3차 심사가 열렸다.
- 10월 14일, 멤버 발표의 기자회견이 있었다(다만, 일본과 중국이 영토 문제로 대립하고 있었던 당시 분위기에 의해, 운영회사의 의향에 따라 일본 미디어의 출석은 인정되지 않았다.).
- 11월 1일, 미야자와 사에와 스즈키 마리야가 SNH48으로 이적하였다.

2013년
- 1월 12일, 상하이 시내에서 피로연 공연 "Give Me Power!"를 개최. 미야자와 사에와 스즈키 마리야는 연예 활동에 필요한 취학 비자 취득을 맞추지 못하고 결석했다.
- 4월 17일, 결성으로부터 반년 경과한 것으로 중국 노동법에 의거 1기생들의 사이분케이 행해져 18명이 정규 멤버로 등용되었다. 나머지 멤버 중 두 사람은 또한 2개월간 모습을 보고 정규 등록 여부를 다시 판단하기로 하고 4명은 등용하지 못했다(계약 해제).
- 5월 20일, 바오스틸 큰 무대에서 극장 밖에서 최초의 콘서트 "祈福雅安，星花为你绽放Blooming For You"를 개최.

2016년
- 3월 16일, 일본에서의 그룹 졸업의 발표로 인해 유학생 미야자와 사에의 졸업 공연을 행하였다.
- 4월 20일, 베이징시를 거점으로 하는 BEJ48와 광둥성 광주를 거점으로 하는 GNZ48의 결성이 발표되었다[7].
- 6월 9일, AKS에서 현지 운영 측면에 계약 위반이 있는 운영을 재검토를 실시하는 것, BEJ48과 GNZ48은 AKB48 그룹과 무관한 것으로 발표되었다[8][9].
- 6월 10일, SNH48의 운영 단체는 AKB48 그룹에서 완전 독립하라는 성명을 발표했다[10]. 스즈키 마리야의 겸임 해제가 발표되었다[11].
- 7월 30일, "SNH48 제3회 선발 총선거"에서 선양시를 거점으로 하는 SHY48의 설립이 발표, 공식 사이트에서 제1기생 오디션의 응모 개시를 한다고 발표되었다[12].

2017년
- 6월 2일, "제4회 SNH48 선발 총선거"에서 충칭시를 거점으로 하는 CKG48의 설립이 발표, 공식 사이트에서 제1기생 오디션의 응모 개시를 한다고 발표되었다[13].
- 9월 25일, 청두시를 거점으로 하는 CGT48의 설립이 발표, 공식 사이트에서 제1기생 오디션의 응모 개시를 한다고 발표되었다[14].
- 12월 21일, 팀NII의 캡틴 펑신둬와 부캡틴 황팅팅이 사임을 발표.
- 팀NII의 멤버 리이퉁이 생일축하 파티를 개최하였다.
- 12월 24일, 18번째 EP를 발매하였다.

2018년
- 2월 3일, "제4회 리퀘스트 타임 BEST 50"에서 멤버들의 팀 이동이 있었고, 팀XII가 없어지면서, 팀Ft가 만들어졌고, 예비생도 추가되면서, 9기생이 팀Ft에 소속되어 있는 것을 발표하였다.
- 3월 23일, 19번째 EP를 발매한다.

2019년
- 1월 19일, "제5회 리퀘스트 타임 BEST 50"에서 SNH48 그룹 대조각 체제를 발표.

## 멤버

### 팀SⅡ(유일하게최연소멤버가없는팀)
| 이름   | 한글 표기 | 병음 표기    | 생년월일              | 기수      | 소속사                       | 비고     |
| ------ | --------- | ------------ | --------------------- | --------- | ---------------------------- | -------- |
| 陈俊羽 | 천쥔위    | Chén Jùnyǔ   | 11월 16일             | SHY48 3기 | 상해 구상 연예 경기 유한공사 |          |
| 蒋芸   | 쟝윈      | Jiǎng Yún    | 1992년 3월 27일(33세) | 2기       | 상해 구상 연예 경기 유한공사 | 최연장자 |
| 刘增艳 | 류쩡옌    | Liú Zēngyàn  | 1996년 8월 31일(28세) | 5기       | 상해 구상 연예 경기 유한공사 |          |
| 吕一   | 뤼이      | Lǚ Yī        | 1997년 6월 27일(28세) | 7기       | 상해 구상 연예 경기 유한공사 | 팀X 멤버 |
| 邵雪聪 | 샤오쉐총  | Shào Xuěcōng | 1996년 8월 28일(28세) | 4기       | 상해 구상 연예 경기 유한공사 |          |
| 孙芮   | 쑨루이    | Sūn Ruì      | 1995년 7월 29일(30세) | 2기       | 상해 구상 연예 경기 유한공사 |          |
| 温晶婕 | 원징지에  | Wēn Jīngjié  | 1997년 3월 15일(28세) | 2기       | 상해 구상 연예 경기 유한공사 |          |
| 徐子轩 | 쉬쯔쉬엔  | Xú Zǐxuān    | 1998년 3월 30일(27세) | 2기       | 상해 구상 연예 경기 유한공사 |          |
| 杨令仪 | 양링이    | Yáng Lìngyí  | 1994년 4월 28일(31세) | 9기       | 상해 구상 연예 경기 유한공사 |          |
| 袁丹妮 | 위엔단니  | Yuán Dānnī   | 1994년 8월 7일(30세)  | 3기       | 상해 구상 연예 경기 유한공사 |          |
| 袁雨桢 | 위엔위쩐  | Yuán Yǔzhēn  | 1998년 1월 10일(27세) | 2기       | 상해 구상 연예 경기 유한공사 |          |
| 朱小丹 | 주샤오단  | Zhū Xiǎodān  | 5월 21일              | 9기       | 상해 구상 연예 경기 유한공사 |          |

### 팀NⅡ
| 이름       | 한글 표기  | 병음 표기           | 생년월일               | 기수      | 소속사                       | 비고            |
| ---------- | ---------- | ------------------- | ---------------------- | --------- | ---------------------------- | --------------- |
| 陈佳莹     | 천자잉     | Chén Jiāyíng        | 1993년 7월 12일(32세)  | 2기       | 상해 구상 연예 경기 유한공사 |                 |
| 冯薪朵     | 펑신둬     | Féng Xīnduǒ         | 1992년 1월 24일(33세)  | 2기       | 상해 구상 연예 경기 유한공사 |                 |
| 何晓玉     | 허샤오위   | Hé Xiǎoyù           | 1991년 10월 31일(33세) | 2기       | 상해 구상 연예 경기 유한공사 | 부캡틴 최연장자 |
| 黄婷婷     | 황팅팅     | Huáng Tíngtíng      | 1992년 9월 8일(32세)   | 2기       | 상해 구상 연예 경기 유한공사 |                 |
| 江真仪     | 장전이     | Jiāng Zhēnyí        | 2001년 2월 8일(24세)   | 7기       | 상해 구상 연예 경기 유한공사 |                 |
| 金莹玥     | 진잉웨     | Jīn Yíngyuè         | 1996년 5월 27일(29세)  | 8기       | 상해 구상 연예 경기 유한공사 |                 |
| 李美琪     | 리메이치   | Lǐ Měiqí            | 2001년 5월 29일(24세)  | 9기       | 상해 구상 연예 경기 유한공사 |                 |
| 李玉倩     | 리위첸     | Lǐ Yùqiàn           | 1997년 5월 28일(28세)  | 9기       | 상해 구상 연예 경기 유한공사 |                 |
| 陆婷       | 루팅       | Lù Tíng             | 1992년 12월 18일(32세) | 2기       | 상해 구상 연예 경기 유한공사 |                 |
| 卢天惠     | 루톈후이   | Lú Tiānhuì          | 2000년 12월 8일(24세)  | SHY48 1기 | 상해 구상 연예 경기 유한공사 |                 |
| 栾嘉仪     | 롼자이     | Luán Jiāyí          | 2003년 11월 26일(21세) | 10기      | 상해 구상 연예 경기 유한공사 |                 |
| 马凡       | 마판       | Mǎ Fán              | 1996년 3월 20일(29세)  | 8기       | 상해 구상 연예 경기 유한공사 |                 |
| 王诗蒙     | 왕스멍     | Wáng Shīméng        | 1995년 11월 1일(29세)  | SHY48 1기 | 상해 구상 연예 경기 유한공사 |                 |
| 王欣颜甜甜 | 왕신옌톈톈 | Wáng Xīnyántiántián | 2001년 9월 13일(23세)  | 9기       | 상해 구상 연예 경기 유한공사 |                 |
| 谢妮       | 셰니       | Xiè Nī              | 2000년 2월 12일(25세)  | 3기       | 상해 구상 연예 경기 유한공사 | 최연소          |
| 颜沁       | 옌친       | Yán Qìn             | 2002년 11월 23일(22세) | 11기      | 상해 구상 연예 경기 유한공사 |                 |
| 严佼君     | 옌자오쥔   | Yán Jiǎojūn         | 1995년 4월 29일(30세)  | 5기       | 상해 구상 연예 경기 유한공사 |                 |
| 易嘉爱     | 이자아이   | Yì Jiā'ài           | 1995년 6월 7일(30세)   | 2기       | 상해 구상 연예 경기 유한공사 | 캡틴            |
| 张茜       | 장시       | Zhāng Xī            | 1994년 8월 27일(30세)  | 9기       | 상해 구상 연예 경기 유한공사 |                 |
| 张怡       | 장이       | Zhāng Yí            | 1994년 6월 22일(31세)  | 5기       | 상해 구상 연예 경기 유한공사 |                 |
| 张雨鑫     | 장위신     | Zhāng Yǔxīn         | 1994년 3월 1일(31세)   | 3기       | 상해 구상 연예 경기 유한공사 |                 |
| 赵佳蕊     | 자오자루이 | Zhào Jiāruǐ         | 2001년 11월 19일(23세) | SHY48 1기 | 상해 구상 연예 경기 유한공사 |                 |
| 周诗雨     | 저우스위   | Zhōu Shīyǔ          | 1998년 4월 11일(27세)  | 9기       | 상해 구상 연예 경기 유한공사 |                 |
| 杨允涵     | 양윈한     | Yáng Yǔnhán         | 3월 17일               | SHY48 1기 | 상해 구상 연예 경기 유한공사 |                 |

### 팀HⅡ
| 이름     | 한글 표기  | 병음 표기      | 생년월일               | 기수      | 소속사                       | 비고     |
| -------- | ---------- | -------------- | ---------------------- | --------- | ---------------------------- | -------- |
| 陈盼     | 천판       | Chén Pàn       | 1998년 11월 4일(26세)  | 9기       | 상해 구상 연예 경기 유한공사 |          |
| 费沁源   | 페이친위안 | Fèi Qìnyuán    | 2001년 3월 20일(24세)  | 5기       | 상해 구상 연예 경기 유한공사 |          |
| 郭爽     | 궈솽       | Guō Shuǎng     | 6월 19일               | CKG48 3기 | 상해 구상 연예 경기 유한공사 |          |
| 郝婧怡   | 하오징이   | Hǎo Jìngyí     | 2월 23일               | CKG48 1기 | 상해 구상 연예 경기 유한공사 |          |
| 洪珮雲   | 홍페이윈   | Hóng Pèiyún    | 2001년 1월 7일(24세)   | 5기       | 상해 구상 연예 경기 유한공사 |          |
| 姜杉     | 쟝샨       | Jiāng Shān     | 1995년 10월 6일(29세)  | 5기       | 상해 구상 연예 경기 유한공사 |          |
| 蒋舒婷   | 쟝슈팅     | Jiǎng Shūtíng  | 2002년 6월 18일(23세)  | 5기       | 상해 구상 연예 경기 유한공사 |          |
| 李星羽   | 리씽위     | Lǐ Xīngyǔ      | 2000년 2월 6일(25세)   | 9기       | 상해 구상 연예 경기 유한공사 |          |
| 李艺彤   | 리이퉁     | Lǐ Yìtóng      | 1995년 12월 23일(29세) | 2기       | 상해 구상 연예 경기 유한공사 |          |
| 林楠     | 린난       | Lín Nán        | 1994년 6월 23일(31세)  | 3기       | 상해 구상 연예 경기 유한공사 |          |
| 林舒晴   | 린수칭     | Lín Shūqíng    | 2000년 5월 28일(25세)  | CKG48 1기 | 상해 구상 연예 경기 유한공사 |          |
| 林思意   | 린쓰이     | Lín Sīyì       | 1994년 4월 5일(31세)   | 2기       | 상해 구상 연예 경기 유한공사 |          |
| 戚予珠   | 치위쥬     | Qì YǔZhǔ       | 1999년 6월 19일(26세)  | 10기      | 상해 구상 연예 경기 유한공사 |          |
| 沈梦瑶   | 션멍야오   | Shěn Mèngyáo   | 1998년 8월 14일(26세)  | 5기       | 상해 구상 연예 경기 유한공사 |          |
| 宋雨珊   | 송위샨     | Sòng Yǔshān    | 1999년 6월 14일(26세)  | 5기       | 상해 구상 연예 경기 유한공사 |          |
| 孙珍妮   | 쑨전니     | Sūn Zhēnnī     | 2000년 5월 5일(25세)   | 6기       | 상해 구상 연예 경기 유한공사 |          |
| 万丽娜   | 완리나     | Wàn Lìnà       | 1997년 10월 2일(27세)  | 2기       | 상해 구상 연예 경기 유한공사 | 캡틴     |
| 王奕     | 왕이       | Wáng Yì        | 2001년 6월 6일(24세)   | 8기       | 상해 구상 연예 경기 유한공사 |          |
| 徐晗     | 쉬한       | Xú Hán         | 1993년 1월 15일(32세)  | 3기       | 상해 구상 연예 경기 유한공사 | 최연장자 |
| 许杨玉琢 | 쉬양위쭈오 | Xǔ-Yáng Yùzhuó | 1995년 9월 25일(29세)  | 3기       | 상해 구상 연예 경기 유한공사 |          |
| 袁一琦   | 위엔이치   | Yuán Yīqí      | 2000년 3월 19일(25세)  | 7기       | 상해 구상 연예 경기 유한공사 |          |
| 张昕     | 장신       | Zhāng Xīn      | 1995년 10월 19일(29세) | 3기       | 상해 구상 연예 경기 유한공사 | 부캡틴   |

### 팀X
| 이름   | 한글 표기  | 병음 표기     | 생년월일               | 기수      | 소속사                       | 비고           |
| ------ | ---------- | ------------- | ---------------------- | --------- | ---------------------------- | -------------- |
| 陈琳   | 천린       | Chén Lín      | 1998년 7월 24일(27세)  | 4기       | 상해 구상 연예 경기 유한공사 |                |
| 冯晓菲 | 펑샤오페이 | Féng Xiǎofēi  | 1995년 10월 17일(29세) | 4기       | 상해 구상 연예 경기 유한공사 |                |
| 李钊   | 리자오     | Lǐ Zhāo       | 1998년 5월 23일(27세)  | 4기       | 상해 구상 연예 경기 유한공사 | 캡틴           |
| 刘静晗 | 류징한     | Liú Jìnghán   | 2000년 10월 4일(24세)  | SHY48 1기 | 상해 구상 연예 경기 유한공사 |                |
| 鲁静萍 | 루징핑     | Lǔ Jìngpíng   | 2002년 6월 3일(23세)   | 10기      | 상해 구상 연예 경기 유한공사 | 최연소         |
| 吕一   | 뤼이       | Lǚ Yī         | 1997년 6월 27일(28세)  | 7기       | 상해 구상 연예 경기 유한공사 | 팀SⅡ 멤버      |
| 潘瑛琪 | 판잉치     | Pān Yīngqí    | 1998년 9월 27일(26세)  | 5기       | 상해 구상 연예 경기 유한공사 |                |
| 祁静   | 치징       | Qí Jìng       | 1998년 7월 19일(27세)  | 7기       | 상해 구상 연예 경기 유한공사 |                |
| 冉蔚   | 란웨이     | Rǎn Wèi       | 1999년 5월 21일(26세)  | CKG48 1기 | 상해 구상 연예 경기 유한공사 |                |
| 宋昕冉 | 쑹신란     | Sòng Xīnrǎn   | 1997년 7월 8일(28세)   | 4기       | 상해 구상 연예 경기 유한공사 |                |
| 孙歆文 | 쑨신원     | Sūn Xīnwén    | 1994년 11월 4일(30세)  | 4기       | 상해 구상 연예 경기 유한공사 |                |
| 王菲妍 | 왕페이옌   | Wáng Fēiyán   | 1월 27일               | SHY48 2기 | 상해 구상 연예 경기 유한공사 |                |
| 汪佳翎 | 왕자링     | Wāng Jiālíng  | 1999년 7월 13일(26세)  | 4기       | 상해 구상 연예 경기 유한공사 |                |
| 王晓佳 | 왕샤오자   | Wáng Xiǎojiā  | 1993년 5월 31일(32세)  | 4기       | 상해 구상 연예 경기 유한공사 | 최연장자       |
| 谢天依 | 셰톈이     | Xiè Tiānyī    | 1998년 6월 24일(27세)  | 4기       | 상해 구상 연예 경기 유한공사 |                |
| 杨冰怡 | 양빙이     | Yáng Bīngyí   | 2000년 7월 26일(25세)  | 4기       | 상해 구상 연예 경기 유한공사 | 부캡틴         |
| 张丹三 | 장단싼     | Zhāng Dānsān  | 1997년 4월 28일(28세)  | 4기       | 상해 구상 연예 경기 유한공사 |                |
| 张嘉予 | 장자위     | Zhāng Jiāyǔ   | 2001년 6월 15일(24세)  | 6기       | 상해 구상 연예 경기 유한공사 |                |
| 张琼予 | 장충위     | Zhāng Qióngyǔ | 1997년 1월 21일(28세)  | 6기       | 상해 구상 연예 경기 유한공사 | GNZ48 팀G 멤버 |

### SNH48 그룹 해외 유학생
| 이름   | 한글 표기  | 병음 표기   | 생년월일               | 기수 | 소속사                       | 비고         |
| ------ | ---------- | ----------- | ---------------------- | ---- | ---------------------------- | ------------ |
| 高崇   | 가오충     | Gāo Chóng   | 2002년 11월 16일(22세) | 2기  | 상해 구상 연예 경기 유한공사 | SHY48 팀HⅢ   |
| 李佳恩 | 리쟈언     | Lǐ Jiā'ēn   | 2000년 6월 7일(25세)   | 6기  | 상해 구상 연예 경기 유한공사 | 팀HⅡ         |
| 王秋茹 | 왕추루     | Wáng Qiūrúì | 10월 2일               | 4기  | 상해 구상 연예 경기 유한공사 | SHY48 예비생 |
| 周睿林 | 저우루이린 | Zhōu Ruìlín | 2004년 6월 1일(21세)   | 10기 | 상해 구상 연예 경기 유한공사 | 팀NⅡ         |

### SNH48 그룹 명예 졸업생
| 이름   | 한글 표기 | 병음 표기    | 생년월일              | 기수 | 소속사                       | 최종 소속 | 명예 졸업 재적일 | 최종 재적일      | 비고      |
| ------ | --------- | ------------ | --------------------- | ---- | ---------------------------- | --------- | ---------------- | ---------------- | --------- |
| 陈观慧 | 천관훼이  | Chén Guānhuì | 1993년 8월 28일(31세) | 1기  | 상해 구상 연예 경기 유한공사 | SII       | 2020년 10월 8일  | 2020년 10월 14일 |           |
| 陈思   | 천쓰      | Chén Sī      | 1991년 9월 14일(33세) | 1기  | 상해 구상 연예 경기 유한공사 | SII       | 2020년 10월 8일  | 2020년 10월 14일 |           |
| 戴萌   | 다이멍    | Dài Méng     | 1993년 2월 8일(32세)  | 1기  | 상해 구상 연예 경기 유한공사 | SII       | 2020년 10월 8일  | 2020년 10월 14일 |           |
| 孔肖吟 | 콩샤오인  | Kǒng Xiàoyín | 1992년 4월 11일(33세) | 1기  | 상해 구상 연예 경기 유한공사 | SII       | 2020년 10월 8일  | 2020년 10월 14일 |           |
| 李宇琪 | 리위치    | Lǐ Yǔqí      | 1993년 2월 26일(32세) | 1기  | 상해 구상 연예 경기 유한공사 | SII       | 2020년 10월 8일  | 2020년 10월 14일 |           |
| 莫寒   | 모한      | Mò Hán       | 1992년 1월 7일(33세)  | 1기  | 상해 구상 연예 경기 유한공사 | SII       | 2020년 10월 8일  | 2020년 10월 14일 |           |
| 钱蓓婷 | 첸베이팅  | Qián Bèitíng | 1995년 5월 7일(30세)  | 1기  | 상해 구상 연예 경기 유한공사 | SII       | 2020년 10월 8일  | 2020년 10월 14일 |           |
| 邱欣怡 | 츄신이    | Qiū Xīnyí    | 1997년 1월 11일(28세) | 1기  | 상해 구상 연예 경기 유한공사 | SII       | 2020년 10월 8일  | 2020년 10월 14일 |           |
| 吴哲晗 | 우저한    | Wú Zhéhán    | 1995년 8월 26일(29세) | 1기  | 상해 구상 연예 경기 유한공사 | SII       | 2020년 10월 8일  | 2020년 10월 14일 |           |
| 徐晨辰 | 쉬천천    | Xú Chénchén  | 1990년 6월 20일(35세) | 1기  | 상해 구상 연예 경기 유한공사 | SII       | 2020년 10월 8일  | 2020년 10월 14일 |           |
| 许佳琪 | 쉬자치    | Xǔ Jiāqí     | 1995년 8월 27일(29세) | 1기  | 상해 구상 연예 경기 유한공사 | SII       | 2020년 10월 8일  | 2020년 10월 14일 | THE9 멤버 |
| 张语格 | 장위거    | Zhāng Yǔgé   | 1996년 5월 11일(29세) | 1기  | 상해 구상 연예 경기 유한공사 | SII       | 2020년 10월 8일  | 2020년 10월 14일 |           |

### 휴업
| 이름   | 한글 표기 | 병음 표기      | 생년월일               | 기수  | 비고 |
| ------ | --------- | -------------- | ---------------------- | ----- | ---- |
| 陈问言 | 천원옌    | Chén Wènyán    | 1994년 1월 27일(31세)  | 2.5기 |      |
| 陈音   | 천인      | Chén Yīn       | 1999년 12월 5일(25세)  | 5기   |      |
| 成珏   | 청줴      | Chéng Jué      | 2000년 1월 3일(25세)   | 6기   |      |
| 龚诗淇 | 궁스치    | Gōng Shīqí     | 1998년 5월 5일(27세)   | 2기   |      |
| 郝婉晴 | 하오완칭  | Hǎo Wǎnqíng    | 1993년 11월 1일(31세)  | 3기   |      |
| 黄彤扬 | 황퉁양    | Huáng Tóngyáng | 2000년 1월 28일(25세)  | 6기   |      |
| 李晶   | 리징      | Lǐ Jīng        | 1995년 6월 7일(30세)   | 4기   |      |
| 李清扬 | 리칭양    | Lǐ Qīngyáng    | 1997년 6월 18일(28세)  | 3기   |      |
| 林忆宁 | 린이닝    | Lín Yìníng     | 1997년 7월 17일(28세)  | 6기   |      |
| 潘燕琦 | 판옌치    | Pān Yànqí      | 1997년 5월 25일(28세)  | 7기   |      |
| 沈之琳 | 선즈린    | Shěn Zhīlín    | 1994년 11월 26일(30세) | 2기   |      |
| 陶波尔 | 타오보얼  | Táo Bō'ěr      | 1998년 6월 20일(27세)  | 8기   |      |
| 唐安琪 | 탕안치    | Táng Ānqí      | 1992년 9월 7일(32세)   | 2기   |      |
| 汪束   | 왕수      | Wāng Shù       | 1997년 5월 8일(28세)   | 4기   |      |
| 徐诗琪 | 쉬스치    | Xú Shīqí       | 1998년 12월 10일(26세) | 7기   |      |
| 严佼君 | 옌자오쥔  | Yán Jiǎojūn    | 1995년 4월 29일(30세)  | 5기   |      |
| 杨韫玉 | 양윈위    | Yáng Yùnyù     | 1995년 9월 15일(29세)  | 4기   |      |
| 王柏硕 | 왕바이숴  | Wáng Bǎishuò   | 1997년 12월 12일(27세) | 3기   |      |
| 吴燕文 | 우옌원    | Wú Yànwén      | 1994년 10월 17일(30세) | 3기   |      |
| 袁航   | 위엔항    | Yuán Háng      | 1996년 5월 20일(29세)  | 5기   |      |
| 曾晓雯 | 쩡샤오원  | Zēng Xiǎowén   | 1998년 3월 25일(27세)  | 7기   |      |
| 曾艳芬 | 쩡옌펀    | Zēng Yànfēn    | 1991년 1월 30일(34세)  | 2기   |      |
| 张文静 | 장원징    | Zhāng Wénjìng  | 1998년 1월 14일(27세)  | 5기   |      |
| 张雅梦 | 장야멍    | Zhāng Yǎmèng   | 1996년 4월 21일(29세)  | 7기   |      |
| 赵韩倩 | 자오한첸  | Zhào Hánqiàn   | 2000년 7월 13일(25세)  | 7기   |      |
| 赵嘉敏 | 자오자민  | Zhào Jiāmǐn    | 1998년 7월 22일(27세)  | 1기   |      |
| 赵晔   | 쟈오예    | Zhào Yè        | 1995년 8월 28일(29세)  | 3기   |      |
| 周怡   | 저우이    | Zhōu Yí        | 1993년 6월 13일(32세)  | 5기   |      |
| 邹佳佳 | 쩌우자자  | Zōu Jiājiā     | 1998년 10월 28일(26세) | 5기   |      |
| 刘佩鑫 | 류페이신  | Liú Pèixīn     | 1996년 1월 11일(29세)  | 3기   |      |
| 王溪源 | 왕시위안  | Wáng Xīyuán    | 1998년 5월 16일(27세)  | 9기   |      |
| 张馨月 | 장신웨    | Zhāng Xīnyuè   | 1996년 4월 4일(29세)   | 9기   |      |

## 디스코그래피

### EP
| 매              | 발매일                                                                         | 타이틀                                | 발매 형태                             | 레코드 No:                                                              | 비고                                                                                                  |                 |
| OB Music 레이블 | OB Music 레이블                                                                | OB Music 레이블                       | OB Music 레이블                       | OB Music 레이블                                                         | OB Music 레이블                                                                                       | OB Music 레이블 |
| --------------- | ------------------------------------------------------------------------------ | ------------------------------------- | ------------------------------------- | ----------------------------------------------------------------------- | --- | --------------- |
| 1               | 2013년 6월 13일                                                                | 무진선전(無盡旋轉)                    | CD+DVD CD                             | SNH000028 SNH000033 SNH000034                                           | 홍판 남판 홍판 남판                                                                                   |                 |
| 2               | 2013년 8월 2일                                                                 | 비상입수(飛翔入手)                    | CD+DVD CD+DVD+사진집                  | SNH000039 SNH000041                                                     | 보통판 호화판                                                                                         |                 |
| 3               | 2013년 11월 25일 2013년 11월 29일                                              | 애적행운곡기(愛的幸運曲奇)            | CD+DVD                                | SNH000225 SNH000237                                                     | 북경판 상해판                                                                                         |                 |
| 4               | 2014년 3월 12일                                                                | 심전감응(心電感應)                    | CD+DVD                                | SNH000451                                                               | 표준반                                                                                                |                 |
| 5               | 2014년 10월 12일                                                               | 오타(嗚咤)                            | CD+DVD                                | 대사                                                                    | Type A 표준판 Type B 중방판 자선연증판                                                                |                 |
| 6               | 2015년 1월 15일                                                                | 청춘적약정(青春的約定)                | CD                                    | SNH001404                                                               | 표준반                                                                                                |                 |
| 7               | 2015년 3월 28일                                                                | 우계지후(雨季之後)                    | CD+DVD                                | SNH001599                                                               | 표준반                                                                                                |                 |
| 8               | 2015년 5월 7일 2015년 5월 8일 2015년 5월 15일 2015년 6월 10일                  | 성하호성음(盛夏好聲音)                | CD+DVD CD                             | - SNH001812 SNH001856 SNH002027 SNH002028                               | 정장판 (발매) 정장판 (비발매) 표준판 보통응원판 전원응원판                                            |                 |
| 9               | 2015년 10월 12일 2015년 10월 20일 2015년 10월 29일                             | 만성절지야(萬聖節之夜)                | CD 무 CD+DVD CD                       | SNH002624 SNH002625 SNH002626 SNH002726                                 | 표준판 연증판 정장판 중방판                                                                           |                 |
| 10              | 2015년 12월 28일                                                               | 신년적종성(新年的鐘聲)                | CD+DVD 무                             | SNH002991 SNH002992                                                     | 표준판 연증판                                                                                         |                 |
| 11              | 2016년 3월 25일                                                                | 원동력(源動力)                        | CD 무                                 | SNH1100000 SNH1100001                                                   | 표준판 연증판                                                                                         |                 |
| 12              | 2016년 5월 17일 2016년 5월 20일 2016년 6월 10일 2016년 6월 18일                | 몽상도(夢想島)                        | CD+DVD CD 무 CD                       | SNH1100000 SNH1100001 SNH1100000                                        | 정장판 (경개판) 정장판 (정상판) 표준판 연증판 표준응원판 전원응원판                                   |                 |
| 13              | 2016년 10월 10일 2016년 10월 11일 2016년 10월 12일                             | 공주피풍(公主披風)                    | CD+DVD CD 무                          | SNH11100334 SNH11100335 SNH11100334                                     | 정장판 (발매) 정장판 (비발매) 표준판 - A판 표준판 - B판 연증판                                        |                 |
| 14              | 2016년 12월 20일                                                               | 신년저일각(新年這一刻)                | CD 무                                 | SNH11100493                                                             | 표준판 연증판                                                                                         |                 |
| 15              | 2017년 3월 17일                                                                | 피차적미래(彼此的未來)                | CD 무                                 | SNH11100588                                                             | |                 |
| 16              | 2017년 5월 17일 2017년 5월 19일 2017년 5월 28일 2017년 6월 9일 2017년 6월 19일 | 하일영몽선(夏日柠檬船)                | CD+DVD CD 무 CD 무 CD                 | SNH11100715 SNH11100714 SNH11100713 SNH11100727 SNH11100750             | 초회한정판 표준판 - A판 표준판 - B판 연증판 극장판 극장연증판 표준응원판 전원응원판                   |                 |
| 17              | 2017년 10월 18일 2017년 10월 19일 2017년 11월 6일                              | 나불륵사적여명(那不勒斯的黎明)        | CD-A판 CD-C판 CD-A판 CD-B판 CD-C판 무 | SNH11100989 SNH11100990 SNH11100991                                     | 정장판 (TOP 1-32판본) 정장판 (TOP 33-66판본) 표준판 - A판 표준판 - B판 표준판 - C판 연증판 중방판     |                 |
| 18              | 2017년 12월 24일                                                               | 첨밀성전(甜蜜盛典)                    | CD 무                                 | SNH11101110                                                             | 표준판 - SNH48판 표준판 - BEJ48판 표준판 - GNZ48판 표준판 - SHY48판 표준판 - CKG48판 연증판           |                 |
| 19              | 2018년 3월 26일                                                                | 미래적악장(未来的乐章)                | CD                                    | SNH11101692 BEJ33100655 GNZ55100700 SHY77100319 CKG99100118 SNH11101692 | 표준판 - SNH48판 표준판 - BEJ48판 표준판 - GNZ48판 표준판 - SHY48판 표준판 - CKG48판 연증판           |                 |
| 20              | 2018년 5월 15일 2018년 5월 17일 2018년 5월 28일 2018년 6월 8일 2018년 6월 18일 | 삼림법칙(森林法则)                    | CD+DVD CD 무                          | SNH11101777 SNH11101778                                                 | 정장판 표준판 - A판 표준판 - B판 연증판 극장표준판 극장연증판 표준응원판 전원응원판                   |                 |
| 21              | 2017년 10월 10일 2017년 10월 19일 2017년 10월 10일 2017년 11월 6일             | 마녀적시편(魔女的诗篇)                | CD 무                                 | SNH11102041 SNH11102071 SNH11102040                                     | 정장판 - A판 정장판 - B판 표준판 - A판 표준판 - B판 연증판 - A판 연증판 - B판                         |                 |
| 22              | 2018년 12월 20일                                                               | 차각도영원(此刻到永远)                | CD 무 CD 무 CD 무                     | SNH11102196 BEJ33100976 GNZ55101177                                     | 표준판 - SNH48판 연증판 - SNH48판 표준판 - BEJ48판 연증판 - BEJ48판 표준판 - GNZ48판 연증판 - GNZ48판 |                 |
| 23              | 2019년 3월 20일                                                                | 아문적려정(我们的旅程)                | CD 무                                 | SNH11102268                                                             | 표준판 연증판 망락판                                                                                  |                 |
| 24              | 2019년 5월 25일                                                                | 《나년하천적몽(那年夏天的梦)》        | CD 무 CD 무 CD                        | SNH11102397 SNH11102398 SNH11102384 SNH11102385 SNH11102399             | 정장A판 정장B판 표준판 연증판 극장판 - 표준판 극장판 - 연증판 응원판                                  |                 |
| 25              | 2019년 9월 21일 2019년 9월 23일 2019년 10월 8일                                | 시간적가(时间的歌)                    | CD 무 CD+DVD CD 무                    | SNH11102592 SNH11102595 SNH11102592 SNH11102630                         | 정장A판 연증판 양장판 정장B판 중방판 중방연증판                                                       |                 |
| 26              | 2019년 12월 28일                                                               | 청춘지익(青春之翼)                    | CD 무                                 | SNH11102764                                                             | 표준판 연증판 (SNH48판, BEJ48판, GNZ48판)                                                             |                 |
| 27              | 2020년 6월 13일                                                                | 천청료(天晴了)                        | 무 CD 무 CD                           | SNH11102856                                                             | 표준판 표준연증판 극장판 극장연증판 전원응원판 인터넷응원판                                           |                 |
| 1기생 졸업 기념 | 2020년 9월 3일 2020년 9월 7일                                                  | 《Take Me》                           | CD 무 CD                              | SNH11102972                                                             | 표준판 연증판 회원멤버한정진장판                                                                      |                 |
| 28              | 2020年10月19日                                                                 | 《F.L.Y 성장 3부곡(F.L.Y成長三部曲)》 | CD 원 CD                              | SNH11103053 SNH11103054 SNH11103058 SNH11103054 SNH11103055 SNH11103065 | 표준판 정장A판 정장B판 연증판 중방연증판 망락중방판                                                   |                 |

### 앨범
| 매              | 발매일                                                         | 타이틀             | 발매 형태       | 레코드 No:                              | 비고                                |                 |
| OB Music 레이블 | OB Music 레이블                                                | OB Music 레이블    | OB Music 레이블 | OB Music 레이블                         | OB Music 레이블                     | OB Music 레이블 |
| --------------- | -------------------------------------------------------------- | ------------------ | --------------- | --------------------------------------- | ----------------------------------- | --------------- |
| 1               | 2014년 5월 16일 2014년 5월 10일 2014년 6월 10일 2014년 7월 1일 | 일심향전(壹心向前) | CD              | SNH000612 SNH000598 SNH000661 SNH000662 | 통상판 호화판 보통응원판 전원응원판 |                 |

### DVD
| 1 | 2013년 9월 16일 | 비상입수(飛翔入手)                             | SNH000105 |  |
| 2 | 2014년 4월 26일 | 2013 공연전기록(2013公演全記錄)                | SNH000569 |  |
| 3 | 2016년 1월 15일 | 아적극장여신공연전기록(我的劇場女神公演全記錄) | SNH003073 |  |

## 수상 목록
- 2019년 제3회 소리바다 베스트 케이뮤직 어워즈 글로벌 엔터테이너상

## 같이 보기

### 파생 유닛
- Seine River
- Style-7
- 7SENSES
- 일렉트로아이즈 걸즈
- Color Girls
- HO2
- BlueV

### 관련 그룹
- BEJ48
- GNZ48
- SHY48
- CKG48
- CGT48
- IDOLS Ft